# Vigésimo Comando de Bombardeiros

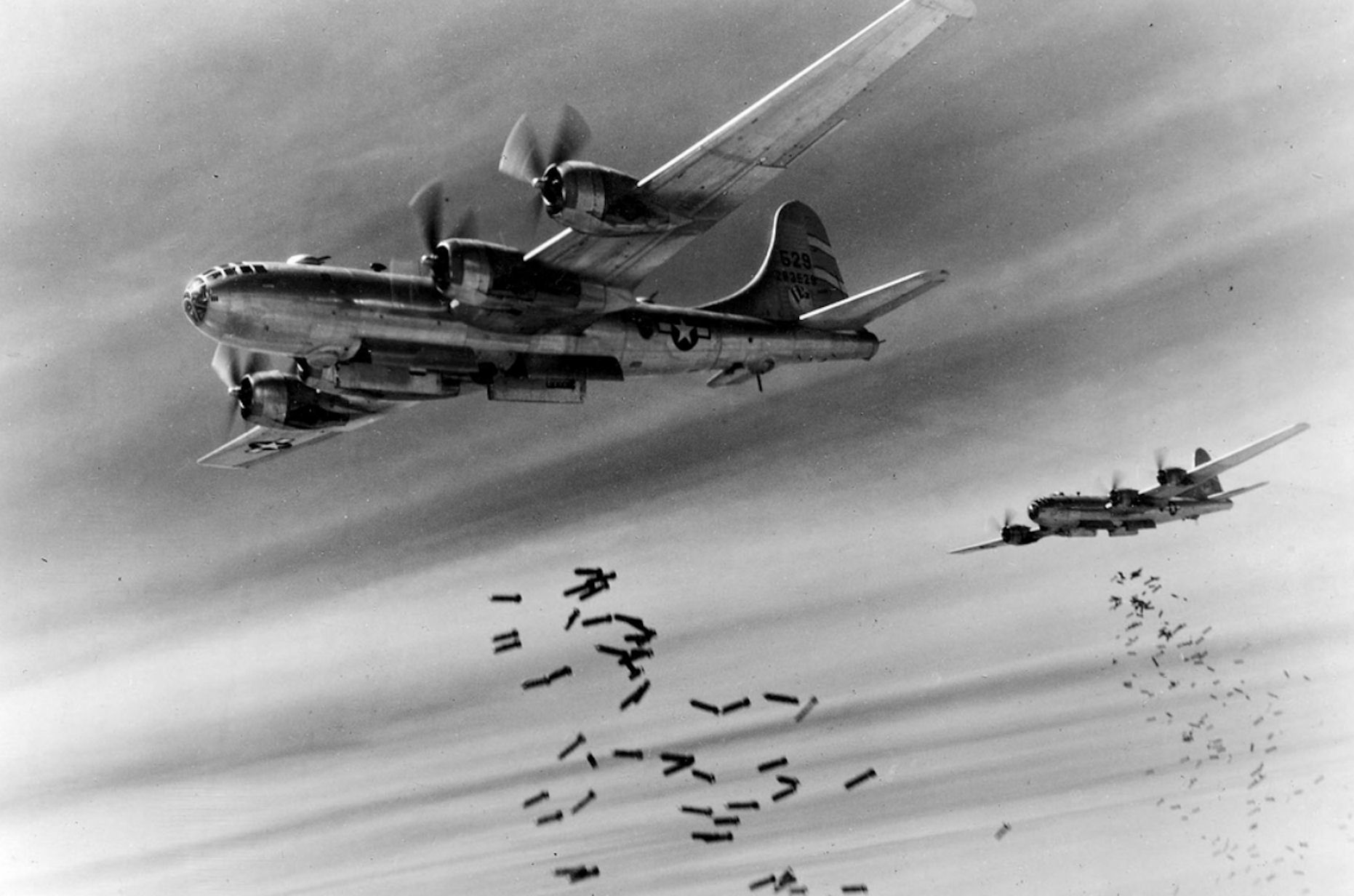
Bombardeiros B-29 americanos bombardeando Burma durante a Segunda Guerra Mundial.

O Vigésimo Comando de Bombardeiros foi uma unidade das Forças Aéreas do Exército dos Estados Unidos. Esteve subordinada à Vigésima Força Aérea, com base em Okinawa. Actica entre 1943 e 1945, participou na campanha norte-americana da Segunda Guerra Mundial contra o Japão. Foi desactivada no dia 16 de Julho de 1945.